# Sendo X

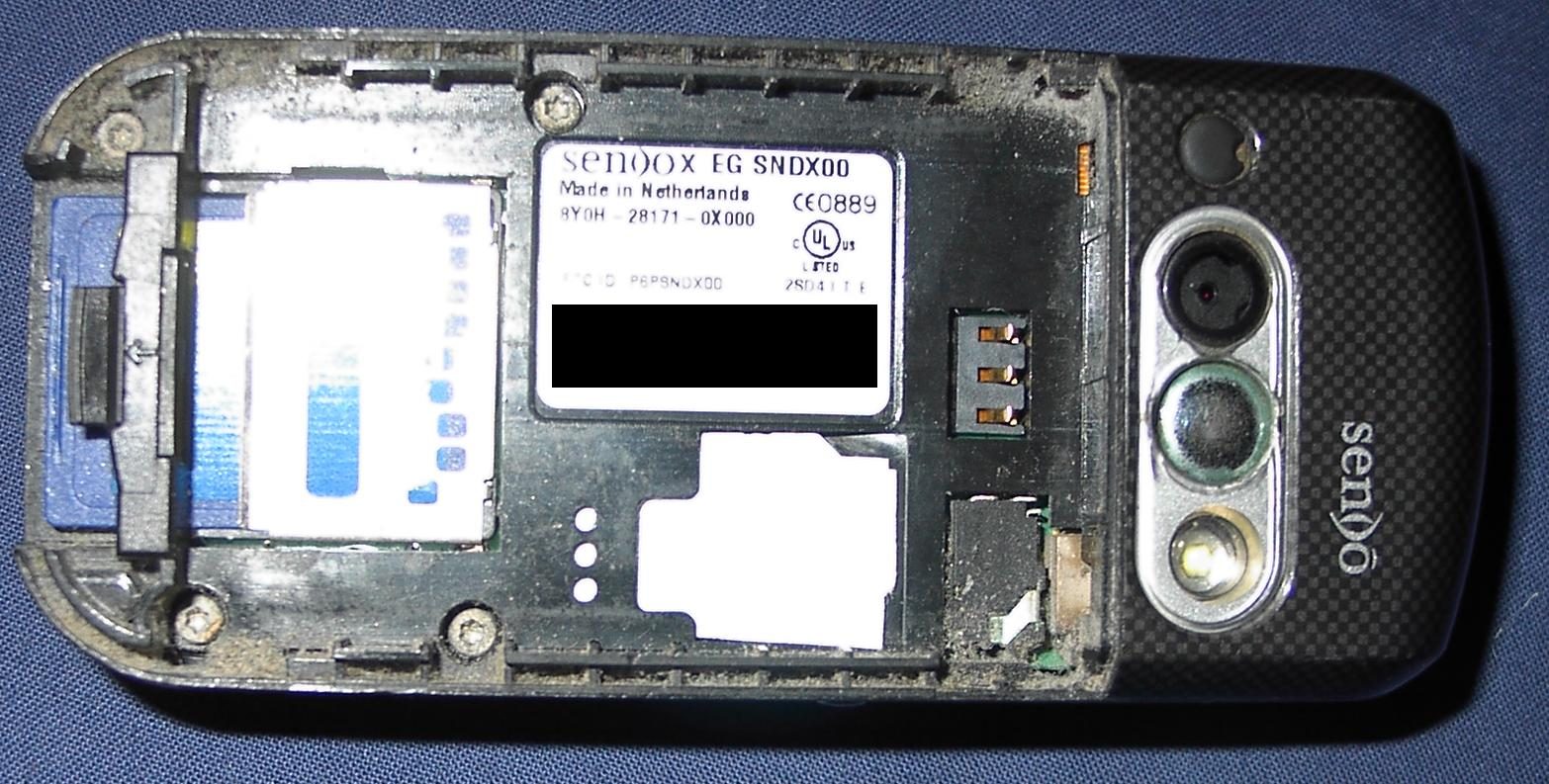
Compartimento de la batería de un teléfono móvil Sendo X muy utilizado

Sendo X es el primer teléfono inteligente de la desaparecida compañía inglesa Sendo con sistema operativo Symbian Series 60 v.1.9, tras abandonar Windows Mobile. Su lanzamiento tuvo lugar en junio de 2004 en Reino Unido.
Su principal atractivo era su diseño y su acabado en láminas de metal tanto en la parte del teclado y la parte superior del teclado, así como en la cubierta de la batería, haciendo de este teléfono inteligente un equipo orientado a los ejecutivos. Además se podían bajar nuevas versiones del firmware de la web de Sendo y actualizar el móvil desde un ordenador personal. La aplicación Now!, permite al usuario tener acceso instantáneo al calendario, tareas, mensajes, o llamadas desde la pantalla principal del equipo, sin necesidad de abrir el menú. Es una aplicación análoga a la de Hoy de teléfonos inteligentes con Windows Mobile (para la que fue inicialmente diseñada). Permite tener hasta cinco fondos de pantalla distintos creando varios paneles. La pantalla Now! es completamente pesonalizable. Por último, algo sobresaliente en el 2004, radicaba en ser el primer teléfono inteligente que permitía retirar la tarjeta de memoria sin necesidad de apagar el equipo y quitarle la batería, bastaba con retirar la cubierta trasera y retirar la SD.
El precio del equipo era de 550 Euros en Alemania en su lanzamiento liberado. Más tarde por el cierre de la empresa, la misma Sendo se vio obligada vender y distribuir el excedente a un precio bastante bajo a los demás países donde no había llegado.
Para ese entonces competía directamente con el Nokia 6600 y el Nokia 7610, siendo que a pesar de que estos dos equipos tenían un S.O. relativamente más avanzado (Symbian S60 2nd Edition), en el X se utilizó el S.O anterior, sin embargo a este se le añadieron mejoras (que exceptuando la cámara fotográfica), lograban en el X un desempeño superior desde los materiales, el audio, el manejo, la duración de la batería, la personalización y la compatibilidad de aplicaciones.

## Antecedentes
Sendo retrasa varias veces la fecha de lanzamiento del Sendo Z100, y después de cancelarlo en noviembre de 2002, anunció que cambiaba del sistema operativo de Microsoft Pocket PC 2002 a la Serie 60. Sendo ganó un pleito con Microsoft por los perjuicios ocasionados. Esta decisión dio lugar al lanzamiento en 2004 del Sendo X.
Se suponía que el teléfono sería construido por Celestica en la República Checa., Sin embargo, al menos algunas pegatinas con el número de modelo mencionan "Made in the Netherlands". Esto se puede ver en la imagen de la trasera que hay en esta página.

## Recepción
Mobilegazette.com quedó impresionado por la riqueza de características sin estar sobreinflado y le llamó el teléfono con estilo.

## Características[5]
- CPU: Texas Instruments OMAP 5910 ( ARM9 con núcleo ARM925T (mejorado por TI) + C55x DSP) a 120 MHz.
- GPU:  Coprocesador GraphiX! para aceleración de video.
- Sonido: Coprocesador SoniX! para audio estéreo.
- Multimedia : MP3, WAV, MIDI, H.263, MPEG-4, RealVideo/RealOne[1]
- Grabadora de audio: Formato Amr
- GSM tribanda 900/1800/1900. GPRS Class 8 ( 4+1)
- Lanzamiento: junio de 2004
- Carcasa: candybar plateada y gris grafito de 111 milímetros (4,37 plg) H x 49 milímetros (1,93 plg) W x 23 milímetros (0,91 plg) D, un peso de 120 gramos (4,2 oz) y 108 cm³. En el lateral izquierdo puerto IrDA, conector  minijack de 2,1 mm para auriculares y botón de encendido. en el frontal pantalla TFT, keypad telefónico con minijoystck y cuatro teclas adicionales. En la trasera cámara con flash y miniespejo para autorretrato, compartimento de batería, ranura de tarjetas y alojamiento de la SIM. En la parte baja conector de carga/USB.
- Batería: Batería de polímero de litio 1050 mAh
  - Tiempo de espera: hasta 170 horas
  - Tiempo de conversación: hasta 420 minutos
- Pantalla: TFT LCD transflectiva de 176 x 220 pixels y 16 bits (65.536 colores), 2,2 pulgadas (35 x 44 mm)[1]
- Tamaño: 111 milímetros (4,37 plg) H x 49 milímetros (1,93 plg) W x 23 milímetros (0,91 plg) D
- Peso: 120 gramos (4,2 oz)[1]
- Conectividad:
  - USB
  - Inalámbrica: Bluetooth, IrDA
- Antenas: integradas
- Tarjeta SIM: Mini-SIM. de 3V y 5V
- Soporte: Multi Media Card, Secure Digital hasta los 4Gb (no soporta SDHC)
- Mensajes: SMS, MMS
- Timbres: 64 polifónicos
- Cámara: 0.3 Megapixels 640x480 VGA a tres resoluciones con zum digital de 4X, efecto de reductor de ojos rojos. El equipo cuenta con Flash a partir de un LED de alta intensidad que simula al de Xenón.
- Sistema operativo: Symbian Serie 60 1st Edition, Feature Pack 1[1]
- Java:  MIDP v 1.0
- Software adicional incluido
  - Visor de documentos incorporado: PDF, Word, Excel, Power point, Zip y otros 30 formatos más.
  - Aplicación Voice control para marcación por voz. Tiene un botón lateral dedicado para dicha función.
  - Juegos Sendo Pinball y Funny Farmer.[1]
  - Opera Mobile 6.2[6] licenciado por Sendo y actualizado hasta la versión 8.0[7]

## Multimedia
Música: Es el primer equipo que incorporó un sistema de audio envolvente a partir de una sola bocina, su sistema desarrollado por los laboratorios SoniX consiste en que a partir de una sola fuente de audio, el sonido salga por dos lados creando así el efecto áureo de tener dos altavoces. La entrada para los audífonos es de 2.5 mm, pero permite conectarle un adaptador a 3.5 mm para conectar audífonos comerciales.
Video: Graba en formato 3Gp, a una resolución máxima de 176x144 QCIF a 15 cuadros por segundo. Graba sin límite de tiempo (dependiendo de la capacidad de la SD) sin necesidad de software de terceros. Reproduce a partir de Real player.

## Contenido
- Manos libres estéreo con control de volumen.
- Cable de datos USB.
- Cargador
- CD-ROM con Pc Sync.
- Memoria SD Kingston de 64MB.
- Batería de 1000 mAh

## Accesorios
- Foldable Keyboard: teclado completo plegable QWERTY similar a los desarrollados por Palm, Inc. para sus PDAs. Peso de 200 gramos, 96 x 148 x 17 mm Reduere instalar en el Sendo X el programa que viene en el CD ROM mientras está conectado al teclado. Incorpora teclas de acceso rápido a las funciones del móvil.

- Handsfree Car Kit: manos libres por Bluetooth. Viene con dos botones para colgar/descolgar y micrófono externo. soporta reconocimiento de voz.

- Sendo X Bluetooth Headset: auricular Bluetooth con botones de colgar/descolgar, rellamada, control de volumen y paso del audio del auricular al equipo. Las comunicaciones van encriptadas.

- USB Docking Cradle: al estilo de los dispositivos para PDAs permite tener cargando el teléfono mientras se conecta a un PC e incluso cargar una segunda batería. Puede actual como dispositivo inalámbrico de comunicacioes.

## Componentes
- Texas Instruments TWL3012BGGM
- Dos reguladores de voltaje Torex XC6401
- Murata LMSP65HA165
- RF Micro Devices RF3140: módulo de amplificación Quad-Band GSM850/GSM900/DCS/PCS
- Silicon Laboratories Inc SI4206-BM: Transceptor de RF
- Fairchild Semiconductor ILC6363CIR: convertidor DC-DC, controla la carga de la batería
- Texas Instruments TPS62008: regulador de voltaje
- Texas Instruments TPS61042: controlador de corriente constante para LEDs

## Contras
Uno de los problemas que mostraba el equipo antes y después de la actualización fue que el infrarrojo no funcionaba, y por tanto era inservible.